# Wilhelmøya
Wilhelmøya è un'isola situata nell'arcipelago delle isole Svalbard, in Norvegia. L'isola è situata nei pressi dell'isola di Spitsbergen, nell'Hinlopenstretet. La sua area è di 120 km².
Il nome deriva da quello di Guglielmo I di Germania.